# Брезно
Брезно (в минулому Брезно над Гроном словац. Brezno, нім. Bries(en), угор. Breznóbánya) — місто, громада в центральній Словаччини на річці Грон в Рудогор'ї. Населення становить понад 22 тис. осіб. Кадастрова площа громади — 121,956 км². Середня щільність населення — 180,55 осіб/км²

## Географія
Брезно розташоване в басейні Геоморфологічного поділу Словаччини. Місто лежить між хребтами Низьких Татр і Словацькими Рудними Горами. Через Брезно протікає річка Грон; потоки Бенюшка; Вагнар; Зубра і Ждярний потік. За 45 км на захід розташоване місто Банська-Бистриця. Місцевий клімат в басейні досить холодний, з середньорічною температурою 6,6 °С і річною кількістю опадів 700—750 мм.

## Історія
Брезно було вперше згадано в 1265 у в листі короля Бели IV як «Березун» — шахтарське поселення, де добувалися благородні метали. У 1380 році Брезно отримало статус міста. У XVII столітті в околицях міста почався видобуток дерева, що привернуло потік іммігрантів — лісорубів з Штирії. У недалекому Гронеці був збудований металургійний завод. Завдяки всьому цьому місто процвітало. У 1650 Фердинанд III дає місту права вільного королівського міста.
У XIX столітті в Австро-Угорщині з'являються більш великі заводи і шахти і тому Брезно входить у смугу стагнації і занепаду, яка тривала до середини XX століття, коли почалася індустріалізація міста.

## Населення
| Рік:            | 1994.  | 2004.   | 2014.   | 2024.   |
| --------------- | ------ | ------- | ------- | ------- |
| Кількість осіб: | 22 981 | 22 417  | 21 331  | 19 671  |
| Різниця:        |        | -2,45 % | -4,84 % | -7,78 % |

| Рік:            | 2023.  | 2024.   |
| --------------- | ------ | ------- |
| Кількість осіб: | 19 790 | 19 671  |
| Різниця:        |        | -0,60 % |

## Визначні пам'ятки
- Ансамбль головної площі з костелом Святої Марії.

## Спорт
За 9 км на південний захід від Брезно розташований центр біатлону Осрбліє.
В місті діють такі спортивні клуби:
- Спортивний клуб Brezno;
- Хокейний клуб HK Brezno;
- Волейбольний клуб MSK Brezno;
- Карате клуб при MSK Brezno;
- Спортивно-стрілецький клуб MSK Brezno;
- Клуб словацького туризму Brezno;
- Атлетичний клуб MSK Brezno;
- Клуб малого тені MSK Brezno;
- Клуб біатлону ŠŠSM — MSK Brezno;
- Плавальний клуб ŠK Flipper.

## Видатні особистості
- Іван Белла, *21 травня 1964, Брезно) — перший словацький космонавт 1999, підполковник Армії СР.
- Ян Борошкий (словац. Ján Boroškay, *25 серпня 1841, Брезно — †4 березня 1923, Зволен) — вчитель, орнітолог, натураліст, просвітитель, ентомолог і колекціонер.
- Пол Хабер (словац. Pavol Habera, *12 квітня 1862, Брезно) — відомий словацький співак, музикант, композитор і музичний актор.
- Отто Герман, *26 червня 1835, Брезно — †27 грудня 1914, Будапешт) — учений-орнітолог і ентомолог, політик, журналіст, антрополог і археолог.
- Кароль Кузьмяни, (*16 листопада 1806, Брезно — †14 серпня 1866, Штубнянське Тепліце) — словацький письменник, журналіст і естет, єпископ, спів-засновник (1862) Матиці словацької.
- Мартін Разус (словац. Мартін Rázus, (*18 жовтня 1888, Ліптовські Мікулаш — †8 серпня 1937, Брезно) — словацький поет, прозаїк, есеїст, драматург, журналіст, політик і євангельський священик.
- Йожеф Медведь (словац. Jozef Medveď, (*5 березня 1927, Брезно — †30 серпня 1984, Братислава) — словацький кіно та телевізійний режисер.

## Міста-партнери
- Медон, Франція
- Агрія, Греція
- Надлак, Румунія
- Нові Будзов, Чехія
- Цеханув, Польща
- Чачак, Сербія